# August Ferdinand Wasserfuhr
August Ferdinand Wasserfuhr (* 24. Februar 1787 in Tapiau; † 27. Juni 1867 in Stettin) war ein preußischer Generalarzt, der sich als Autor zum preußischen Militärmedizinalwesen einen Namen gemacht hatte.

## Leben
Wasserfuhrs Vater war Apotheker und Stadtkämmerer, seine Mutter eine geborene Thierbacher.
Er besuchte ab 1805 das Collegium medico-chirurgicum in Berlin. Anschließend trat er in die Preußische Armee ein und wurde als Kompagniechirurg beim 1. Ostpreußischen Grenadierbataillon in Rastenburg und Pillau angestellt. 1812 kam er zum Garde-Regiment zu Fuß in Potsdam. Mit dem Regiment nahm er 1813/14 an den Befreiungskriegen teil. Für sein Verhalten in der Schlacht bei Bautzen erhielt Wasserfuhr das Eiserne Kreuz am weißen Bande II. Klasse. Am Sommerfeldzug von 1815 nahm er als Stabschirurg des fliegenden Feldlazaretts Nr. 20 teil.
Nach dem Krieg wurde Wasserfuhr 1816 zum Pensionärchirurgus des Invalidenhauses Berlin ernannt. Er absolvierte die medizinisch-chirurgische Staatsprüfung und wurde 1817 zum Dr. med. promoviert. Als Regimentsarzt war er in Thionville und Koblenz tätig. Im Jahre 1820 wurde er schließlich General-Divisionsarzt beim II. Armee-Korps in Stettin. Dort sollte er bis zu seinem Tode wohnen. 1848 nahm er am schleswig-holsteinischen Feldzug im Hauptquartier von General Friedrich von Wrangel teil, wo er das gesamte Medizinalwesen der unterstellten Truppen leitete. Dafür wurde Wasserfuhr der Rote Adlerorden II. Klasse mit Eichenlaub sowie das Komturkreuz des Oldenburgischen Haus- und Verdienstorden des Herzogs Peter Friedrich Ludwig verliehen.
Als General Wrangel 1848 zum Oberbefehlshaber in den Marken ernannt wurde, erhielt Wasserfuhr zeitweise die Leitung des Militärmedizinalwesens in den Marken. 1851 wurde ihm der Abschied als Generalarzt mit Pension bewilligt.
Wasserfuhr hat die Entwicklung des preußischen Militärmedizinalwesens durch eine Reihe von Schriften begleitet. Bereits 1816 veröffentlichte er die Kritik des Werkes von Herrn Dr. Bischoff: Ueber das Heilwesen der deutschen Heere, mit dem er sich gegen Christoph Heinrich Ernst Bischoff wandte. In der Gutachtlichen Aeußerung über einige Gegenstände der preußischen Medicinalverfassung (1837) wandte er sich gegen einige Einrichtungen, die Johann Nepomuk Rust, der damalige Leiter des preußischen Medizinalwesens, geschaffen hatte. Diese Schrift erregte großes Aufsehen. 
Wasserfuhr starb 1867 in Stettin. Sein Sohn Hermann Wasserfuhr wurde ebenfalls Mediziner und Generalarzt.